# Pawlet (Vermont)
Pawlet es un pueblo ubicado en el condado de Rutland en el estado estadounidense de Vermont. En el año 2010 tenía una población de 1,477 habitantes y una densidad poblacional de 13.2 personas por km².

## Geografía
Pawlet se encuentra ubicado en las coordenadas 43°22′28″N 73°12′7″O / 43.37444, -73.20194.

## Demografía
Según la Oficina del Censo en 2000 los ingresos medios por hogar en la localidad eran de $36,429 y los ingresos medios por familia eran $42,750. Los hombres tenían unos ingresos medios de $27,847 frente a los $22,262 para las mujeres. La renta per cápita para la localidad era de $20,726. Alrededor del 9.5% de la población estaban por debajo del umbral de pobreza.